# Szalmán al-Farádzs
Szalmán al-Farádzs, arabul: سلمان الفرج (Medina, 1989. augusztus 1. –) válogatott szaúd-arábiai labdarúgó, középpályás.

## Pályafutása

### Klubcsapatban
2008–2024 között az el-Hilál labdarúgója volt. 2024 óta a Neom csapatában szerepel.

### A válogatottban
2012 óta 73 alkalommal szerepelt a szaúd-arábiai válogatottban és kilenc gólt szerzett. Részt vett a 2018-as és a 2022-es világbajnokságon.